# Lomatia hirsuta
Lomatia hirsuta är en tvåhjärtbladig växtart. Lomatia hirsuta ingår i släktet Lomatia och familjen Proteaceae.

## Underarter
Arten delas in i följande underarter:
- L. h. hirsuta
- L. h. obliqua